# Tinwhistle
Een tinwhistle (letterlijk 'blikken fluit') is een eenvoudig, in de 18e eeuw in Engeland door Robert Clarke ontworpen blaasinstrument, gewoonlijk vervaardigd uit blik, later ook uit messing, aluminium en tegenwoordig ook uit kunststof en hout. De fluit heeft zes vingergaten, die drie aan drie staan.
Het is mogelijk meerdere, of zelfs alle toonsoorten op één fluit te spelen, onder meer door de gaatjes half te bedekken met de vingers.
Het instrument wordt ook wel pennywhistle genoemd; fluitspelers in Ierland speelden vroeger op straat een liedje tegen betaling van een penny. Het is echter ook mogelijk dat de naam is ontstaan vanwege de lage aanschafprijs van het instrument.
De "grote broer" van de tinwhistle is de low whistle. Deze is gewoonlijk een maatje groter. Beide zijn typisch Schotse, Ierse en door muzikanten gebruikte folk-instrumenten.
Een van de bekendste nummers die op de tinwhistle gespeeld is, is concerning hobbits, de titelsong van Lord of the Rings.
In Vlaanderen wordt het fluitje van een cent vaak in een adem bespeeld met de fijferfluit, onder meer onder aanzet van Wim Bosmans van de groep Jan Smed.

## Bekende tinwhistlespelers
- Mary Bergin
- Cathal McConnell
- Andrea Corr (The Corrs)
- Julie Fowlis
- James Galway
- Joanie Madden
- Tommy Makem
- Paddy Moloney
- Ies Muller
- Seán Potts
- Micho Russell
- John Sheahan (The Dubliners)
- Frankie McLaughlin (voormalig zanger van The Rumjacks)

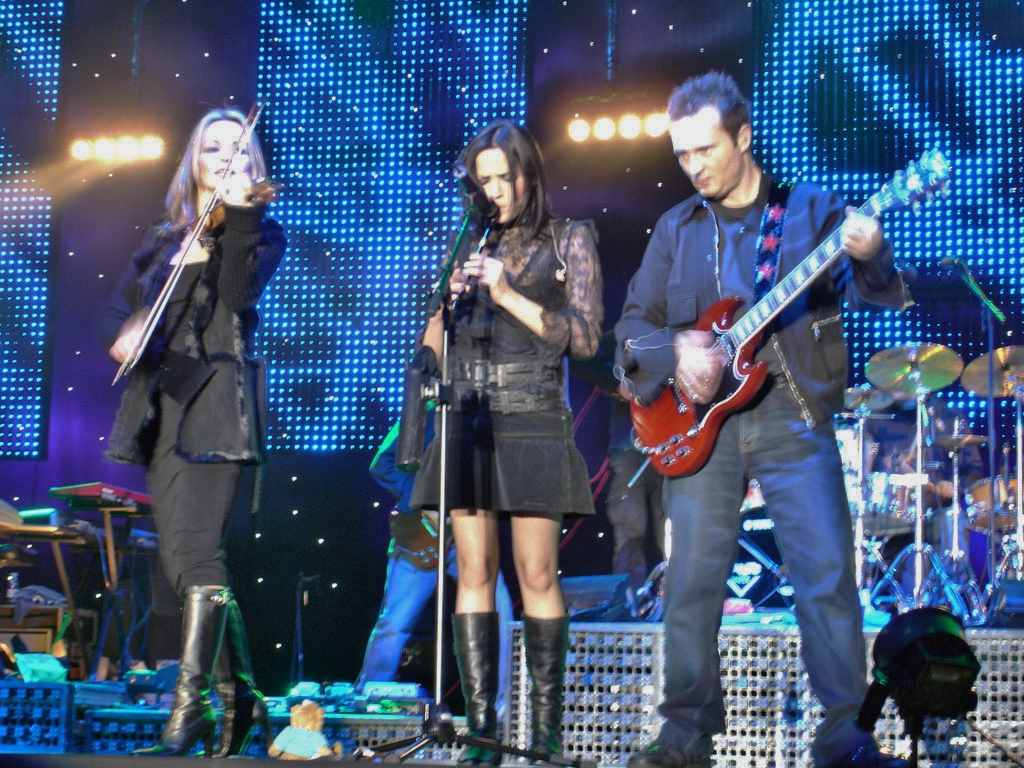
Tinwhistle, bespeeld door Andrea Corr

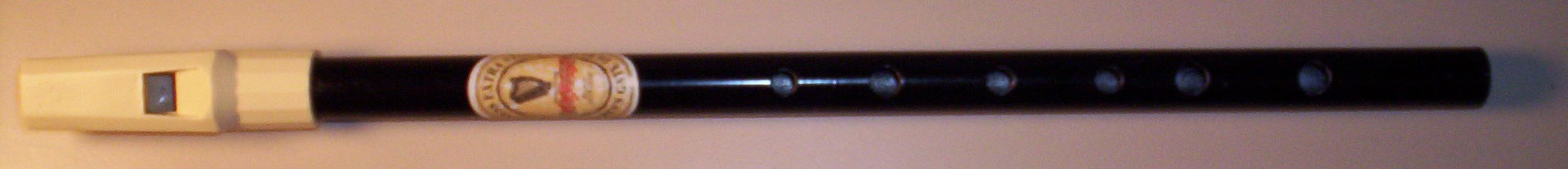
Waltons Irish Black Whistle (ter ere van Guinness), aluminium, in D